# Kim Kardashian
Kimberly Noel Kardashian (tidligere West; født 21. oktober 1980 i Los Angeles) er en amerikansk socialite, mediepersonlighed og forretningskvinde. Hun fik først medieopmærksomhed som ven og stylist af Paris Hilton, men fik større opmærksomhed, efter at sexbåndet Kim Kardashian, Superstar, optaget i 2003 med sin daværende kæreste Ray J, blev udgivet i 2007. Senere samme år begyndte hun og hendes familie at optræde i E! reality-tv-serien Keeping Up with the Kardashians (2007-2021). Seriens succes førte til dannelsen af spinoff-serien Kourtney and Kim Take New York (2011-2012), Kourtney and Kim Take Miami (2009-2013) og Hulu's The Kardashians (2022).
Kardashian har udviklet en betydelig tilstedeværelse online og på tværs af adskillige sociale medieplatforme, herunder hundredvis af millioner af følgere på Twitter og Instagram. Sammen med søstrene, Kourtney og Khloé, lancerede hun modebutikskæden Dash, som fungerede fra 2006 til 2018. Kardashian grundlagde KKW Beauty og KKW Fragrance i 2017, og det formende undertøj Skims i 2019. Hun har udgivet en række produkter knyttet til hendes navn, herunder mobilspillet Kim Kardashian: Hollywood i 2014 og fotobogen Selfish i 2015. Som skuespillerinde har hun optrådt i filmene Disaster Movie (2008), Deep in the Valley (2009), Temptation: Confessions of a Marriage Counselor (2013) og PAW Patrol: The Movie (2021).
Time Magazine inkluderede Kardashian på deres liste over de 100 mest indflydelsesrige personer i 2015. Både kritikere og beundrere har beskrevet hende som et eksempel på ideen om at være berømt for at være berømt. Hun anslås at være god for 1,8 milliarder dollar i 2022. Kardashian er i de seneste år blevet mere politisk aktiv, hun ønsker bl.a. at reformere det amerikanske fængselssystem og er i øjeblikket under en fireårig advokatlærling under opsyn af den juridiske nonprofit #cut50. Hendes forhold til rapperen Kanye West har også fået betydelig medieomtale; de var gift fra 2014 til 2022 og har fire børn sammen.

## Barndom og opvækst
Kim Kardashian blev født i Los Angeles i Californien. Hun er datter af advokat Robert George Kardashian og Kristen Mary Jenner (født Houghton).
Kim Kardashian har fire søstre, Kourtney, Khloé, Kendall og Kylie og en bror, Rob. Hun har endvidere stedbrødrene Burt, Brandon og Brody Jenner, stedsøsteren Casey og halvsøstrene Kylie Jenner og Kendall Jenner.
Hun gik på pigeskolen Marymount High School.

## Karriere
Kim Kardashian blev kendt i februar 2007, da en sexvideo med hende og hendes daværende kæreste Ray J blev offentliggjort. I oktober 2007 havde realityshowet, der følger Kim Kardashian og hendes to søstre, bror, mor, halvsøstre og stedfar premiere. Fra oktober 2011 har der været vist 69 afsnit over seks sæsoner.
Kim Kardashians første skuespillerjob var i tv-serien Beyond the Break. I 2008 spillede hun en af hovedrollerne (Lisa) i filmen Disaster Movie. Hun har også haft gæsteoptrædener i How I Met Your Mother, 90210, America's Next Top Model og CSI:NY.
Kim Kardashian var en af de tretten deltagere i den 7. sæson af Dancing with the Stars. Hendes partner var den professionelle danser, Mark Ballas. Hun var den tredje deltager, der blev stemt ud af showet, den 30. september 2008.
Sammen med sine søstre, Kourtney og Khloé, ejede Kim Kardashian tøjkæden D-A-S-H.
Den 9. april 2009 udgav Kim Kardashian en workout-DVD-serie, Fit in Your Jeans by Friday, med trænerne Jennifer Galardi og Patrick Goudeau. I september 2009 lancerede Fusion Beauty og Seven Bar Foundation Kiss Away Powerty (kys fattigdom væk) med Kardashian som ansigt for kampagnen. For hver solgte LipFusion Lipgloss går en dollar til fonden for kvindelige iværksættere i USA. Bageriet Famous Cupcakes i Los Angeles lavede et vanilje-cupcake-mix til Kim Kardashian. Cupcake-smagen har fået navnet Va-Va-Va-Nilla.
I 2010 designede Kim Kardashian sammen med Kourtney og Khloé også smykker for smykkefirmaet Virgins, Saints and Angels.
Med sine søstre har hun også udgivet flere tøjkollektioner. En af disse hedder K-Dash og i 2010 kunne den købes over QVC. Samme år designede Kardashian-søstrene også en kollektion for Bebe. I august 2011 kunne man købe deres seneste kollektion, Kardashian Kollection, i varehuset Sears.
I juli 2010 blev en Kim Kardashian-voksdukke udstillet i New York-afdelingen af Madame Tussauds, og samme år udgav hun sin egen parfume.
Kim, Kourtney og Khloé Kardashian skrev i 2010 selvbiografien Kardashian Konfidential. Bogen udkom 23. november s.å.
I december 2010 filmede Kim Kardashian en musikvideo til sangen "Jam (Turn It Up)". Nummeret blev produceret af The-Dream og Tricky Stewart. Kim Kardashian udtalte, at hun var blevet "tvunget" til at indspille sangen af venner som Ciara, Kanye West og sangens producer, The-Dream. Da hun blev spurgt om der var et album på vej, svarede Kardashian: "Der er ikke noget album på vej eller noget andet – kun en enkelt sang, som vi indspillede til Kourtney and Kim Take New York, og en musikvideo. Halvdelen af indtægterne går til en kræftfond, fordi både en fra The-Dream og en af mine forældre er døde af kræft. Det var bare at have det sjovt – med en god sag".
Kim Kardashians indtjening i 2010 var på seks millioner dollars, den højeste indtægt blandt realitystjerner i Hollywood.
Kardashian udgav i maj 2015 bogen Selfish, der består af 352 selfies af hende selv, som hun selv havde taget i løbet af ni år.

### Selvstændige forretninger og ansættelsesforhold
- Keeping Up with the Kardashians (realityshow på tv)
- DASH (tøjmærke)
- KKW Beauty (skønheds- og makeupmærke)
- KKW Fragrance (duftlinje)
- Kim Kardashian Game (app)
- SKIMS shapewear (tøjmærke)

## Privat
I 2000 blev Kim Kardashian gift med musikproducer Damon Thomas. Ægteskabet varede indtil 2004, hvor de blev skilt. Efterfølgende datede hun R&B-sangeren Ray J og amerikansk fodbold-spillerne Reggie Bush og Miles Austin. Der gik også rygter om, at hun datede modellen Gabriel Aubry, men det er aldrig blevet bekræftet. Kim Kardashian begyndte at date basketballspilleren Kris Humphries i slutningen af 2010. De blev gift den 20. august 2011 i Montecito i Californien. Kim Kardashian og Kris Humphries tjente 17,9 millioner dollars på brylluppet. Den 31. oktober 2011 meddelte flere medier, at Kardashian og Humphries skulle skilles efter 72 dages ægteskab. Pr. den 19. april 2013 var parret officielt skilt. Humphries prøvede at få 7 millioner dollars fra sin ekskone, men fik ingen penge. Begge parter betalte selv for deres egne omkostninger.
Kanye West annoncerede under en koncert den 30. december 2012, at parret skulle have et barn sammen. Den 15. juni 2013 fik de datteren North West. De havde det alle godt efter fødslen, oplyste en hospitalskilde.
Kim og Kanye blev gift i maj 2014 i Italien. Parret fik d. 5. december 2015, deres andet barn. Barnet blev en dreng, og fik navnet Saint West. Hendes anden graviditet blev afsløret af Kim Kardashian i realityshowet Keeping Up with the Kardashians og på hendes Instagram-profil.

### Sexvideo
I februar 2007 blev en pornografisk hjemmevideo, som Kim Kardashian havde optaget med sin kæreste Ray J, offentliggjort. Vivid Entertainment købte rettighederne til videoen for en million dollars og udgav filmen Kim Kardashian: Superstar den 21. februar 2007. Kim Kardashian sagsøgte Vivid Entertainment for ejerskab af videoen. I slutningen af april 2007 trak hun sin anmeldelse tilbage, efter Vivid betalte hende fem millioner dollars for at beholde den.

## Filmografi
- Keeping Up with the Kardashians (siden 2007, tv-serie)
- Dancing with the Stars (2008, tv-serie)
- Disaster Movie
- CSI:NY (tv-serie, et afsnit som Debbie Fallon)
- Deep in the Valley
- How I Met Your Mother (tv-serie, et afsnit)
- Beyond the Break (tv-serie, fire afsnit)